# Meridiano 2 W
O meridiano 2 W é um meridiano que, partindo do Polo Norte, atravessa o Oceano Ártico, Oceano Atlântico, Irlanda, África, Oceano Antártico, Antártida e chega ao Polo Sul. Forma um círculo máximo com o meridiano 178 E.
Começando no Polo Norte, o meridiano 2º Oeste tem os seguintes cruzamentos:
| País, território ou mar | Notas                                                                         |
| ----------------------- | ----------------------------------------------------------------------------- |
| Oceano Ártico           |                                                                               |
| Oceano Atlântico        | Passa a leste da ilha Foula, Escócia, Reino Unido                             |
| Mar do Norte            |                                                                               |
| Reino Unido             | Escócia                                                                       |
| Mar do Norte            |                                                                               |
| Reino Unido             | Inglaterra                                                                    |
| Canal da Mancha         | Passa a oeste da Península do Cotentin, França · Passa a leste da ilha Jersey |
| França                  |                                                                               |
| Oceano Atlântico        | Golfo da Biscaia                                                              |
| Espanha                 |                                                                               |
| Mar Mediterrâneo        | Mar de Alborão                                                                |
| Argélia                 |                                                                               |
| Marrocos                |                                                                               |
| Argélia                 |                                                                               |
| Mali                    |                                                                               |
| Burquina Fasso          |                                                                               |
| Gana                    |                                                                               |
| Oceano Atlântico        |                                                                               |
| Oceano Antártico        |                                                                               |
| Antártida               | Terra da Rainha Maud, reivindicada pela Noruega                               |